# Тхэбэк (город)
Тхэбэ́к (кор. 태백시?, 太白市?, Taebaek-si) — город в провинции Канвондо, Южная Корея.

## История
Во время племенного союза Чин местность, на которой стоит Тхэбэк, называлась Сильджик. В 102 году территория отошла под контроль государства Силла, а в V веке — под контроль Когурё. После объединения Трёх царств стала принадлежать объединённому Силла, здесь возник район Сильджик (Сильджикчу). В конце VII века территория отошла под контроль района Хасо (Хасоджу). В 757 году была проведена административная реформа, после которой территория вошла в состав уезда Самчхок. Согласно документам, опубликованным в 1672 году, на территории современного Тхэбэка находился населённый пункт Чансон (Чансонни). В начале XX века Чансон получил административный статус «ып». В 1981 году Чансон был объединён с соседним районом Хванджи (Хванджиып), в результате чего возник новый город Тхэбэк. В 1994 году под юрисдикцию города попали несколько районов соседнего Самчхока.

## География
Тхэбэк находится на юге провинции Канвондо. Город расположен на склонах гор Тхэбэксан, которые протянулись через весь Корейский полуостров. Здесь берут начало крупные реки Нактонган и Намханган. Средняя высота над уровнем моря — 650 метров. 94 % территории покрыто лесами. Из-за горного положения климат немного отличается от климата остального Корейского полуострова — здесь более длинные и снежные зимы, лето короче и более прохладное, практически без осадков. Средняя температура лета — 19℃.

## Административное деление
Тхэбэк административно делится на 8 тон (дон):
| Название      | Хангыль    | Площадь, км² | Население, чел |
| ------------- | ---------- | ------------ | -------------- |
| Кумунсодон    | 구문소동   | 27,54        | 4 212          |
| Мунгоксододон | 문곡소도동 | 71,83        | 3 843          |
| Самсудон      | 삼수동     | 113,96       | 7 643          |
| Санджандон    | 상장동     | 9,74         | 14 167         |
| Хванджидон    | 황지동     | 8,75         | 7 343          |
| Хванъёндон    | 황연동     | 38,76        | 7 066          |
| Чансондон     | 장성동     | 11,84        | 4 586          |
| Чхорамдон     | 철암동     | 21,10        | 3 349          |

## Экономика
Основу экономики в прошлом составляла добыча каменного угля. Сейчас практически все шахты закрыты, и градообразующей отраслью хозяйства стал горный туризм.

## Культура
В городе имеется шахтёрский музей, посвящённый периоду в жизни Тхэбэка когда здесь процветало горное дело.
Каждый год в январе в городе проводится снежный фестиваль, включающий спортивные состязания, выставки ледяных скульптур и различные конкурсы. Летом, в начале июня, проводится ежегодный цветочный фестиваль, который посвящён азалии — одному из символов региона Канвондо. Каждый год в октябре проводится фольклорный фестиваль, который называется Тхэбэкче. В рамках этого фестиваля проходит театрализованное шествие, выступления фольклорных коллективов, состязания по корейским единоборствам.

## Туризм и достопримечательности
Природные:
- Основное направление туризма в Тхэбэке — одноимённые горы Тхэбэк. Здесь расположены несколько альпинистских и горнолыжных баз.
- В горах есть несколько пещер, среди которых открытая для посетителей пещера Йонёнгуль.
- Водопад Йонхва — один из крупнейших в Южной Корее. Высота водопада — 48,9 м, ширина — 10 м.

Исторические:
- Средневековый буддийский храм Понджокса со знаменитой трёхэтажной каменной пагодой.
- Комплекс построек на горе Хамбэксан. Эта гора, согласно Самгук Юса считалась среди корейцев священной горой, поэтому здесь находится множество связанных с религией построек, алтарей, монастырей и мест отправления ритуалов, как буддийских, так и традиционных шаманистских. Сейчас большая часть из этих построек открыта для посещения туристами.[5]

## Символы
Как и другие города и уезды в Южной Корее, Тхэбэк имеет ряд символов:
- Дерево: тисовое дерево — символизирует внутреннюю гармонию и силу духа горожан.
- Птица: сорока — символизирует светлое будущее и стойкость жителей.
- Цветок: магнолия — символизирует чистоту и доброту горожан.
- Маскоты: шахтёр Сикамс и кот Тхэбум — Сикамс символизирует прошлое города, связанное с добычей каменного угля, а Тхэбум олицетворяет дикую красоту гор Тхэбэксан.